# Gabriel Alonso
Gabriel Alonso, teljes nevén Gabriel Alonso Aristiaguirre (Hondarribia, 1923. november 9. – 1996. november 19., Hondarribia) néhai spanyol labdarúgó, hátvéd.

## Pályafutása
Alonso Baszkföldön, Hondarribiában született, innen került első felnőttcsapatához, a szintén baszk Real Uniónhoz. Második klubja szintén északi volt, 1942-től négy éven át a galiciai szerződött, a Racing de Ferrol együttesét erősítette.
1946-ban került fel az első osztályba, amikor az akkor egyik legsikeresebb időszakát élő Celta Vigo szerződtette. Itt öt évig játszott, majd még feljebb lépett, ugyanis 1951-ben a korszak egyeduralkodójához, a Real Madridhoz igazolt.
Pályafutása vége felé Málagába, az azóta megszűnt CD Málagához tette át székhelyét. Itt két évet töltött, és az itt töltött időszak első szezonjában kiesett a csapattal az első osztályból. 1957-ben innen is továbbállt, és utolsó idényét a Rayo Vallecanóban töltötte, amely akkor jutott fel története során először a másodosztályba.
A spanyol válogatottban négy évig játszott, ezalatt tizenkét összecsapásra kapott meghívót. Részt vett az 1950-es vb-n, és végül válogatott meccsei felét, a brazíliai viadalon játszotta le a végül negyedik helyen végző spanyol gárdával.
Rövid, egyéves edzői pályafutást is magáénak tudhat, 1963-tól egy évig a Real Jaén trénere volt.